# Fernando Di Leo
Fernando Di Leo (11 de enero de 1932 – 2 de diciembre de 2003) fue un escritor y guionista, director y actor cinematográfico de nacionalidad italiana. 
Autor de algunas de las más interesantes películas de cine negro italiano, en el año 2000 fue redescubierto por la crítica gracias a las declaraciones de aprecio del director estadounidense Quentin Tarantino y al interés de una nueva generación de críticos cinematográficos relacionados principalmente con la revista mensual Nocturno. Gracias a todo ello, Di Leo es actualmente considerado un maestro del cine negro

## Biografía

### Guionista
Nacido en San Ferdinando di Puglia, Italia, y graduado en estudios jurídicos, frecuentó durante unos años el Centro Sperimentale di Cinematografia. Debutó como guionista y después se inició como director, escribiendo a lo largo de su carrera cuarenta y tres producciones. Antes de su primer trabajo como director, participó en el guion de más de veinte cintas de género negro y spaghetti western, entre ellas Il ritorno di Ringo y Kiss Kiss... Bang Bang, ambas dirigidas por su amigo Duccio Tessari, y Omicidio per appuntamento y Gangster '70, las dos de Mino Guerrini.
A menudo sus primeros trabajos no se reflejaban en los créditos, como ocurrió con los guiones de Por un puñado de dólares y Per qualche dollaro in più, de Sergio Leone. Las últimas películas que escribió, pero no dirigió, fueron los filmes de género criminal Uomini si nasce poliziotti si muore, de Ruggero Deodato, y Liberi armati pericolosi, de Romolo Guerrieri.

### Primera dirección
Di Leo debutó como director en 1963, con el film en episodios Gli eroi di ieri... oggi... domani, dirigiendo junto a Enzo Dell'Aquila el episodio Un posto in paradiso. En 1968 realizó su primera película e solitario, Rose rosse per il führer. Atento observador de la sociedad italiana y del individuo, se hizo conocer definitivamente en 1969 con Brucia ragazzo, brucia, film que fue escandaloso por su aegumento: la sexualidad femenina. Ese mismo año dirigió otro film similar, Amarsi male, que también se ocupaba de los problemas de la juventud de la época.

### Cine negro
En 1969, Di Leo dirigió I ragazzi del massacro, película con texto de Giorgio Scerbanenco. Fue considerada una de las mejores del género, y una de las majores de Di Leo. En 1971 dirigió su única película de horror, La bestia uccide a sangue freddo, protagonizada por Klaus Kinski, considerada una película de culto y precursora del género pulp estadounidense.
Tras este paréntesis, Di Leo volvió al negro con la famosa Trilogía del milieu, que inició con Milano calibro 9, interpretada por Gastone Moschin. Este film influyó al director Quentin Tarantino. La trilogía prosiguió con La mala ordina y con Il boss (1973), este último el más cínico y desesperanzado de los tres.
Finalizada la trilogía del milieu, Di Leo dirigió otras cintas del mismo género, pero sin alcanzar el resultado de las anteriores. La città sconvolta: caccia spietata ai rapitori tuvo problemas de producción y guion. Diamanti sporchi di sangue fue una especie de remake de Milano calibro 9, ambientada en Roma. Di Leo rodó después filmes menos comprometidos, como  I padroni della città y Colpo in canna, este último protagonizado por Ursula Andress, que se comportaba y luchaba como un hombre.

### Cine policíaco
En 1974, Di Leo dirigió su único film policíaco: Il poliziotto è marcio, cuyo protagonista era Luc Merenda, un policía corrupto y cínico. Debido a ello, la película tuvo muchos problemas, permaneciendo apenas conocido durante más de treinta años.

### Cine erótico
Di Leo también dirigió cine erótico. Su película más famosa del género fue La seduzione, con una joven Jenny Tamburi. Avere vent'anni fue interpretada por Gloria Guida y Lilli Carati, y tuvo muchos problemas con la censura por su escalofriante y violento final, rodándose dos versiones. Con el paso de los años, Avere vent'anni se ha convertido en un film de culto merecedor de monografías y documentales.

### Últimos trabajos
En 1982, Fernando Di Leo dirigió algunas secuencias de Pover'ammore, que realizó Vincenzo Salviani. Di Leo dirigió otros tres filmes antes de su muerte: Vacanze per un massacro - Madness fue interpretado por ; Razza violenta fue un film sobre la Guerra de Vietnam, y Killer contro killers se estrenó en el extranjero.

### Televisión y novelas
Di Leo dirigió en 1981 una serie televisiva de seis episodios para la RAI titulada L'assassino ha le ore contate, que no llegó a ser emitida.
Di Leo fue también escritor. Escribió las novelas Da lunedì a lunedì, Beati gli ultimi... se i primi crepano, Quello che volevano sapere due ragazze perbene, Le donne preferiscono le donne, Suite a due voci y Tra donne. También publicó una colección de poemas, Le intenzioni: 1950-1960, editada por Bino Rebellato, y reeditada por Edizioni Sabinae en 2017.
Fernando Di Leo falleció en Roma, Italia, en el año 2003. Había estado casado con la actriz Maria Pia Conte. 

## Filmografía

### Director
- 1963: Gli eroi di ieri... oggi... domani, episodio Un posto in paradiso, codirigida con Enzo Dell'Aquila
- 1968: Rose rosse per il führer
- 1969: Brucia ragazzo, brucia
- 1969: Amarsi male
- 1969: I ragazzi del massacro
- 1971: La bestia uccide a sangue freddo
- 1972: Milano calibro 9
- 1972: La mala ordina
- 1973: Il boss
- 1973: La seduzione
- 1974: Il poliziotto è marcio
- 1975: Colpo in canna
- 1975: La città sconvolta: caccia spietata ai rapitori
- 1976: Gli amici di Nick Hezard
- 1976: Mister Scarface
- 1978: Diamanti sporchi di sangue
- 1978: Avere vent'anni
- 1980: Vacanze per un massacro - Madness
- 1981: L'assassino ha le ore contate (serie TV)
- 1984: Razza violenta
- 1985: Killer contro killers

### Guionista
- 1964: Por un puñado de dólares, de Sergio Leone
- 1965: Per qualche dollaro in più, de Sergio Leone
- 1965: El retorno de Ringo, de Duccio Tessari
- 1966: Sugar Colt, de Franco Giraldi
- 1966: Las pistolas cantaron a muerte, de Lucio Fulci
- 1966: Los largos días de la venganza, de Florestano Vancini
- 1966: Joe el implacable, de Sergio Corbucci
- 1966: 7 pistole per i MacGregor, de Franco Giraldi
- 1966: Kiss Kiss... Bang Bang, de Duccio Tessari
- 1966: Johnny Yuma, de Romolo Guerrieri
- 1967: Sette donne per i MacGregor, de Franco Giraldi
- 1967: Pecos è qui: prega e muori, de Maurizio Lucidi
- 1967: Odio per odio, de Domenico Paolella
- 1967: Con lui cavalca la morte, de Giuseppe Vari
- 1967: Wanted, de Giorgio Ferroni
- 1967: Omicidio per appuntamento, de Mino Guerrini
- 1967: Un poker di pistole, de Giuseppe Vari
- 1967: La lunga sfida, de Mohamed Tazi y Nino Zanchin
- 1968: Dio li crea... Io li ammazzo!, de Paolo Bianchini
- 1968: Gangster '70, de Mino Guerrini
- 1968: ...e venne il tempo di uccidere, de Enzo Dell'Aquila
- 1968: Más allá de la ley, de Giorgio Stegani
- 1968: Ognuno per sé, de Giorgio Capitani
- 1976: Uomini si nasce poliziotti si muore, de Ruggero Deodato
- 1976: Liberi armati pericolosi, de Romolo Guerrieri